# Pastís de carn
Un pastís de carn, coca de carn o tarta de carn (en francès tourte à la viande o tarte à la viande) és un coca farcida (en francès tourte) amb un farciment que consisteix en carn i sovint altres ingredients salats. Són populars a Austràlia i Nova Zelanda, Canadà (tourtière del Lac-Saint-Jean), Europa i el Regne Unit, Ghana, Nigèria, Sud-àfrica i Zimbàbue.

## Història

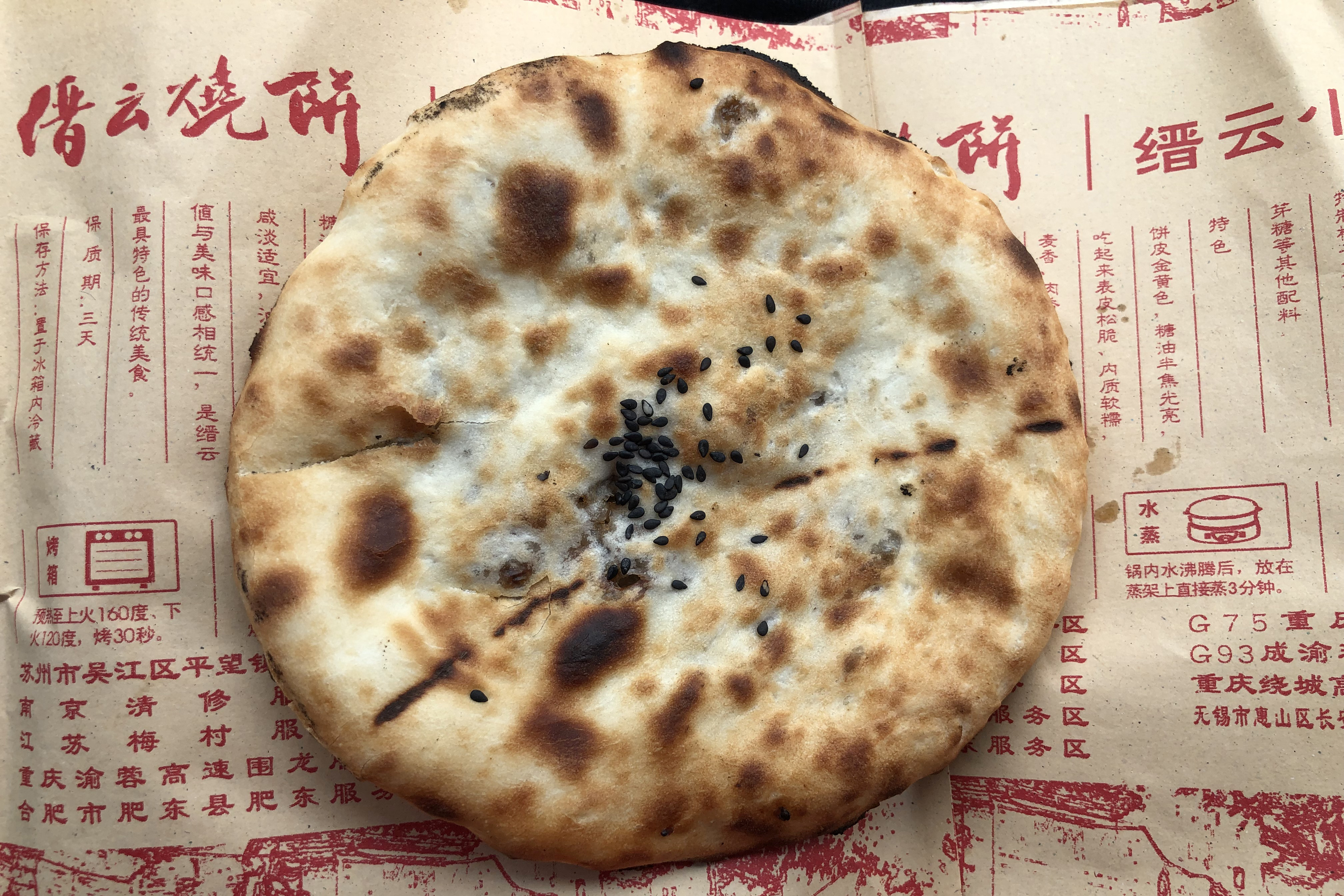
Jinyun shaobing, pastís de carn originari del comtat de Jinyun, Zhejiang, Xina.

El pastís de carn es pot trobar al Neolític, cap al 9.500 avant J.-C. La dieta dels antics egipcis incloïa pastissos bàsics fets de civada, blat, sègol i ordi, farcits de mel i cuinats amb brasa.
Els grecs feien servir una massa feta de farina i aigua semblant a una pasta de tarta i l'omplien de carn. Aquests pastissos solien ser fregits o al forn amb carbó. Els romans els van adoptar, utilitzant una varietat de carns, ostres, musclos, llamprees i peixos com a farciments i una barreja de farina, oli i aigua per a la crosta. Aquesta coberta "pâtissière" no era pas destinada a ser menjada i es llençava.
Al nord d'Europa, els cuiners elaboraven la pasta utilitzant greixos com el saïm i la mantega per a fer una pasta rígida a fi de mantenir un pastís en posició vertical. Aquests plats de pastisseria medievals s'anomenaven coffins o coffyns, que significa cistell o capsa. Segons Janet Clarkson al llibre Pie: A Global History, els coffins eren « […] pastissos de carn salats les crostes o pasta dels quals eren altes, de costat recte, amb fons i tapes segellades. Els patés de crosta oberta (sense tapes ni cobertes) es coneixien com a "traps" ('paranys'). Aquests pastissos contenien carns variades i components de salses i es cuinaven més com una cassola moderna sense paella (la crosta en si era la paella, la seva pasta dura i no comestible). Aquestes crostes sovint es feien de diversos centímetres de gruix per a suportar moltes hores de cocció.
Alguns historiadors suggereixen que la crosta dura, gairebé no immenjable, era donada als servents mentre els senyors i les senyores de la casa en menjaven el contingut. Els francesos i italians es van especialitzar en tornar a definir la pasta del pastís, fent-la més fullada i més saborosa mitjançant nous mètodes d'afegir mantega, de laminatge i plegatge de la pasta. L'any 1440, l'associació dels pastissers de París va ser reconeguda i va començar a desenvolupar el seu producte, i així va començar a utilitzar quelcom de semblant a la crosta actual.